# Jorge, Príncipe Herdeiro da Saxônia
Jorge da Saxônia (em alemão:  Friedrich August Georg Ferdinand Albert Karl Anton Paul Marcellus; Dresden, 15 de janeiro de 1893 – Berlim, 14 de maio de 1943), foi o último Príncipe Herdeiro do Reino da Saxônia de 1904 até a abdicação de seu pai em 1918 no final da Primeira Guerra Mundial. Era o filho mais velho do rei Frederico Augusto III da Saxônia e de sua esposa, a arquiduquesa Luísa da Áustria-Toscana. Após abolição da monarquia em seu país, Jorge tornou-se padre jesuíta.

## Biografia

### Início de vida

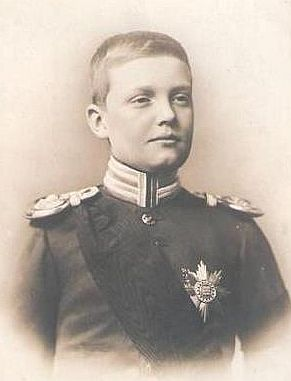
Jorge em 1905.

Jorge era o primogênito do rei Frederico Augusto III da Saxônia e sua esposa, a arquiduquesa e princesa Luísa de Áustria-Toscana.
Após o divórcio de seus pais em 1902, o rei Frederico Augusto cuidou da educação seus filhos. Ele enfatizou a fé cristã e o estilo de vida católico. As crianças foram educadas por professores particulares em uma escola montada por seu pai na corte saxônica. A maioria dos professores eram protestantes; isso contribuiu para sua atitude ecumênica posterior. Jorge tornou-se príncipe-herdeiro da Saxônia aos onze anos, quando seu pai subiu ao trono em 1904.

### Primeira Guerra Mundial

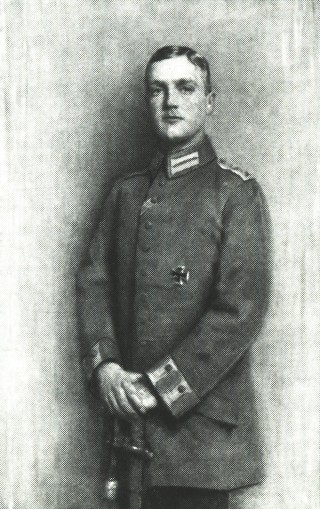
O príncipe em 1916.

Com a eclosão da Primeira Guerra Mundial, Jorge ocupou o posto de capitão quando foi enviado para a front no início da guerra. Ele sofreu uma grave lesão na perna durante os primeiros meses da guerra. Em 1915, o Kaiser Guilherme II da Alemanha concedeu-lhe a primeira classe da Cruz de Ferro "em reconhecimento aos serviços que prestou nas batalhas recentes".
O colapso das monarquias na Alemanha em 1918, como resultado da derrota sofrida pelo Império Alemão após a Primeira Guerra Mundial, também forçou seu pai Frederico Augusto III a abdicar ao trono da Saxônia e essa renúncia de direitos também foi assinada pelo próprio príncipe Jorge. Esta nova situação dos fatos significava que o antigo príncipe herdeiro poderia agora perseguir um desejo que ele acariciava desde a sua juventude, o de seguir uma carreira eclesiástica e se tornar um padre católico. Essa decisão foi muito controversa entre os defensores da monarquia, que acreditavam no possível retorno ao poder da monarquia saxônica precisamente na pessoa de Jorge.

### Noivado
Na primavera de 1918, os jornais anunciaram o compromisso do príncipe com a duquesa Maria Amália, filha de Alberto, Duque de Württemberg, herdeiro do trono de Württemberg. O fim da monarquia saxã e o desejo do príncipe de se tornar um padre aparentemente levaram ao fim do noivado. A duquesa morreu solteira em 1923.

### Oposição ao nazismo
Dada a crescente propaganda antissemita do nacional-socialismo na Alemanha, já em 1929, o príncipe Jorge discursou, em Meißen, um de seus sermões: "O amor é a ordem do dia nas relações entre católicos e protestantes e também com nossos concidadãos judeus", distinguindo-se rapidamente como um adversário as tendências conservadoras.
Ele trabalhou em Berlim, onde foi creditada a sua proteção aos judeus do regime nazista, em notável contraste com seus cunhados pró-nazistas, o príncipe Frederico de Hohenzollern e o príncipe Francisco José de Hohenzollern-Emden.
Como crítico do regime e membro da antiga família real saxã, mas em particular como sacerdote católico e membro da ordem jesuíta, ele era visto como altamente suspeito pelo regime nazista. Ele era vigiado pela Gestapo porque tinha ajudado judeus a deixarem o país e ajudou políticos da oposição a se esconderem do regime. Conheceu algumas das pessoas que mais tarde tentaram o atentado de 20 de Julho contra Adolf Hitler, em particular Ulrich von Hassell e o general Paul von Hase. Não está claro se ele realmente participou da conspiração.

### Morte
O príncipe Jorge faleceu em 14 de maio de 1943, aparentemente enquanto nadava no lago Groß Glienicke, perto de Berlim. Seu corpo foi encontrado três semanas depois. Algumas pessoas, incluindo seu irmão Ernesto Henrique, expressaram dúvidas de que sua morte tenha sido um acidente, alguns até falaram de um assassinato perpetrado na forma de um acidente pelos nazistas No entanto, a autópsia determinou que ele morreu depois de sofrer um ataque cardíaco.
Ele foi enterrado na Catedral da Santíssima Trindade, em Dresden, em 16 de junho de 1943. Seu túmulo foi profanado por saldados soviéticos em 1945.